# Gestronella lugubris
Gestronella lugubris es una especie de insecto coleóptero de la familia Chrysomelidae.
Fue descrita científicamente en 1890 por León Fairmaire.